# ناوشکن کلاس اکاتسوکی (۱۹۳۱)
ناوشکن کلاس اکاتسوکی (۱۹۳۱) (به انگلیسی: Akatsuki-class destroyer (1931)) یک کلاس از کشتی است که طول آن ۱۱۸٫۵ متر (۳۸۸ فوت ۹ اینچ) می‌باشد.